# Суперфлип

«Суперфлип»

«Суперфлип» (англ. superflip) или 12-флип (англ. 12-flip) — конфигурация кубика Рубика, отличающаяся от собранного состояния тем, что каждый из 12 рёберных кубиков перевёрнут на своём месте.
«Суперфлип» является примером «антипода» — конфигурации, требующей для решения максимально возможного числа поворотов граней.
«Суперфлипом» также называют преобразование (эффект от выполнения последовательности поворотов граней), которое изменяет ориентацию каждого из 12 рёберных кубиков на противоположную, сохраняя при этом ориентации угловых кубиков и перестановку элементов.
В 1992 году «суперфлип» был упомянут в журнале «Квант» под названием «пасьянс „реверс“».

## Свойства
«Суперфлип» — одна из четырёх конфигураций, имеющих все возможные симметрии (другие три конфигурации — Pons Asinorum, композиция «суперфлипа» с Pons Asinorum и начальная (собранная) конфигурация).
Вместе с тождественным преобразованием, преобразование «суперфлип» входит в центр группы кубика Рубика:
{\displaystyle Z(G)=\{z\in G\mid \forall g\in G:zg=gz\}=\{I,\operatorname {superflip} \}.}
Некоторые свойства «суперфлипа» зависят от того, считается ли поворот грани на 180° за 1 «ход» (метрика FTM, англ. face turn metric) или за 2 «хода» (метрика QTM, англ. quarter turn metric).

### Локальный максимум в метрике QTM
Если построить граф Кэли по группе кубика Рубика c 12 образующими, соответствующими поворотам граней головоломки на 90°, то соответствующая «суперфлипу» вершина графа окажется локальным максимумом: она дальше от вершины, соответствующей тождественному преобразованию {\displaystyle I,} чем любая из 12 смежных вершин. Этот факт был одной из причин рассматривать «суперфлип» как кандидат в конфигурации, наиболее удалённые от начальной.
Пусть {\displaystyle P} — любая последовательность поворотов граней на 90°, эффект которой — преобразование «суперфлип». Пусть {\displaystyle R} — последний поворот грани в {\displaystyle P}. Благодаря симметричности «суперфлипа» {\displaystyle P} можно преобразовать с помощью вращений и отражений в последовательность поворотов граней той же длины, заканчивающуюся любым из 12 допустимых поворотов. Таким образом, любой из 12 «соседей» «суперфлипа» может быть получен применением последовательности {\displaystyle P} без последнего поворота, то есть расположен на 1 поворот ближе к начальной конфигурации.

## Оптимальное решение

### В метрике FTM
В 1992 году Дик Т. Винтер нашёл решение «суперфлипа» в 20 поворотов граней, которое в нотации Сингмастера можно записать как:
{\displaystyle \operatorname {superflip} =FBU^{2}RF^{2}R^{2}B^{2}U^{-1}DFU^{2}R^{-1}L^{-1}UB^{2}DR^{2}UB^{2}U.}
В 1995 году Майкл Рид доказал оптимальность этого решения в метрике FTM.
Иными словами, если за один ход считать поворот любой из граней на 90° или 180°, то кратчайшее решение «суперфлипа» состоит из 20 ходов. «Суперфлип» стал первой конфигурацией с известным расстоянием от собранного состояния, равным 20 «ходам» в метрике FTM.
В 2010 году было показано, что любая разрешимая конфигурация головоломки может быть решена не более чем в 20 поворотов граней. Предположение, что «суперфлип» может быть «антиподом», т.е. находиться на максимально возможном расстоянии от начальной конфигурации, было высказано задолго до установления «числа Бога» кубика Рубика.

### В метрике QTM
В 1995 году Майкл Рид нашёл решение «суперфлипа» в 24 поворота на 90°, которое можно записать как
{\displaystyle \operatorname {superflip} =R^{-1}UUBL^{-1}FU^{-1}BDFUD^{-1}LDDF^{-1}RB^{-1}DF^{-1}U^{-1}B^{-1}UD^{-1}.}
Как в 1995 году показал Джерри Брайан, более короткого решения в метрике QTM не существует.
Иными словами, если за один ход считать поворот любой из граней на 90°, то кратчайшее решение «суперфлипа» состоит из 24 ходов.
«Суперфлип» не является «антиподом» в метрике QTM: существуют конфигурации, для решения которых требуется более 24 поворотов на 90°. Тем не менее, «антиподом» в метрике QTM является другая связанная конфигурация — так называемый «суперфлип с четырьмя точками».

### «Суперфлип с четырьмя точками»
Преобразование «четыре точки» (англ. four-spot) затрагивает центры четырёх из шести граней головоломки, меняя каждый из них местами с центром противоположной грани. «Четыре точки» можно определить как эффект последовательности поворотов
{\displaystyle FFBBUD^{-1}RRLLUD^{-1}.}
Тогда «суперфлип с четырьмя точками» (англ. superflip [composed] with four-spot) получается последовательным применением преобразований «суперфлип» и «четыре точки».
В 1998 году Майкл Рид показал, что расстояние между конфигурацией «суперфлип с четырьмя точками» и начальной конфигурацией в метрике QTM в точности равно 26. «Суперфлип с четырьмя точками» стал первой конфигурацией с доказанной необходимостью для решения 26 ходов в метрике QTM.
В 2014 году было показано, что любая разрешимая конфигурация кубика Рубика может быть решена не более чем в 26 поворотов граней на 90°.